# Кікіморки
Кікі́морки (рос. Кикиморки) — присілок у складі Верхошижемського району Кіровської області, Росія. Входить до складу Сирдинського сільського поселення.
Населення становить 12 осіб (2010, 41 у 2002).
Національний склад станом на 2002 рік — росіяни 98 %.